# Emby
Emby (anteriormente conocido como Media Browser )  es un servidor de medios diseñado para organizar, reproducir y transmitir audio y video a una amplia variedad de dispositivos.  El código fuente de Emby era principalmente abierto con algunos componentes de código cerrado en agosto de 2017. Las versiones del software publicadas a través del sitio web de Emby son, sin embargo, propietarias  y no se pueden replicar desde la fuente debido a que los scripts de compilación también son propietarios. A partir de la versión 3.5.3, se modificó la licencia de Emby para pasar a ser de código cerrado, siendo trasladados los componentes de código abierto a plugins (complementos)  Debido a este cambio en la licencia y el abandono total por parte de Emby del código abierto se creó una bifurcación gratuita completamente de código abierto llamada Jellyfin, basada en Emby 3.5.2.  Emby utiliza un modelo cliente-servidor .
Emby Server (la parte de Emby que funciona como servidor) ha sido desarrollado para Windows, Linux, macOS y FreeBSD . Los usuarios pueden conectarse al servidor desde un cliente (la parte de Emby que sirve para acceder al contenido) compatible, disponible en una amplia variedad de plataformas que incluyen HTML5; los sistemas operativos móviles Android e iOS; dispositivos de streaming como Roku, Amazon Fire TV, Chromecast y Apple TV; plataformas de TV inteligente como Android TV, LG Smart TV y Samsung Smart TV; y consolas de videojuegos, incluyendo las de Sony PlayStation 3, PlayStation 4 y PlayStation 5, y las de Microsoft Xbox 360, Xbox One y Xbox Series X/S .  

## Emby Premiere
Si bien ver y transmitir contenido multimedia con el servidor Emby es gratuito, varias funciones en sus clientes requieren una suscripción activa a Emby Premiere. Desde el 23 de marzo de 2021, Emby Premiere cuesta 4,99 dólares al mes, 54 dólares por una suscripción anual, o 119 dólares por una licencia de por vida. Por ejemplo, se puede ver contenido usando los clientes HTML5, Roku OS, Apple TV, iOS, macOS, Samsung Smart TV y LG Smart TV sin suscripción, pero si se desea hacerlo en cualquier otra plataforma, se requiere tener o una suscripción Emby Premiere activa o, en algunos casos concretos, una compra única de desbloqueo de aplicación. La funcionalidad Live TV (televisión en directo) y DVR (grabación de vídeo digital) solo se incluye para usuarios de Emby Premiere. 